# Grüner Kugelfisch
Der Grüne Kugelfisch (Dichotomyctere nigroviridis, Synonym: Tetraodon nigroviridis) ist ein Vertreter der Kugelfische, der in küstennahen Süßgewässern und Brackwasserhabitaten von Sri Lanka bis Südostasien verbreitet ist. 

## Merkmale
Der Grüne Kugelfisch wird maximal 17 cm lang. Er hat die typische plumpe Gestalt aller Kugelfische. Kopf und Rumpf sind mit winzigen, dicht stehenden Stacheln bedeckt, die in seltenen Fällen auch ganz fehlen können und sich beim Aufblähen aufrichten. In Färbung und Zeichnung ist er recht variabel. Die Rücken und Seiten sind gelbgrün bis smaragdgrün und dicht mit großen, braunen bis schwarzen, runden Flecken bedeckt. Sie sind oft hell umrandet und können auf dem Rücken zu balkenartigen Strukturen verschmelzen. Der Bauch ist weiß, bei älteren Fischen grau oder gelblich und nur gelegentlich gefleckt. An den Nasenöffnungen befinden sich zwei gegabelte kurze Tentakel. Der Grüne Kugelfisch wird leicht mit Dichotomyctere fluviatilis verwechselt und wurde in älteren Aquaristikfachbüchern unter diesem Namen ebenfalls als Grüner Kugelfisch beschrieben. Ein sicheres Unterscheidungsmerkmal ist die Augenfarbe, die bei Dichotomyctere nigroviridis gelb und bei Dichotomyctere fluviatilis rot ist.
- Flossenformel: Dorsale 12–16, Anale 11–15, Pectorale 17–22.

## Lebensweise
Grüne Kugelfische ernähren sich von Weich- und Krebstieren, anderen wirbellosen Tieren und pflanzlichem Material. Sie laichen im Brackwasser. Das Weibchen heftet die Eier an Steine. Sie werden bis zum Schlupf der Jungfische vom Männchen bewacht.

## Aquaristik
Der Grüne Kugelfisch wird im Zierfischhandel angeboten, ist aber bekannt dafür, aggressiv gegenüber seinen Mitbewohnern zu sein. Er benötigt aufgesalztes Wasser, für Heimaquarien ist er nicht zu empfehlen.

## Karyotyp und Genom
Die genetische Information von D. nigroviridis liegt im Zellkern in 21 Chromosomen sowie im Kern der Mitochondrien vor. Das Genom wurde im Jahr 2004 erstmals vollständig analysiert; es besteht aus 340 Millionen Basenpaaren und geschätzten 28.000 Genen. Es ist damit das kleinste bekannte Genom eines Wirbeltiers. Der Grüne Kugelfisch ist daher ein genetischer Modellorganismus.